# 4e division blindée (armée impériale japonaise)
Pour les articles homonymes, voir 4e division.
La 4e division (戦車第4師団, Sensha Dai-yonShidan) est une unité de chars de l'armée impériale japonaise. Son nom de code est Division Acier (鋼, Hagane).

## Histoire
La 4e division blindée est établie le 6 juillet 1944. Similaire à la Panzer-Lehr-Division allemande, elle est créée à partir des départements d'entraînement de l'école de chars, de l'école de cavalerie, de l'école d'artillerie de campagne, et de l'école de génie militaire de l'académie de l'armée impériale japonaise. Affectée à la 36e armée, elle est assignée à la défense du territoire japonais contre une prochaine invasion alliée.
En tant que formation instructrice, elle est considérée comme une unité d'élite et équipée avec les meilleurs armements. Après la reddition du Japon en septembre 1945, la 4e division blindée est officiellement démobilisée comme le reste de l'armée impériale japonaise, sans avoir jamais combattu.

## Commandants
|   | Nom                              | De             | À                 |
| - | -------------------------------- | -------------- | ----------------- |
| 1 | Lieutenant-général Shiori Nagura | 8 juillet 1944 | 12 août 1945      |
| 2 | Major-général Kotohito Kan'in    | 12 août 1945   | 16 août 1945      |
| 1 | Lieutenant-général Shiori Nagura | 16 août 1945   | 30 septembre 1945 |